# 白鹿グループ
白鹿グループ（はくしかグループ）は、旧辰馬財閥の中核企業である辰馬本家酒造株式会社を中心とする法人グループである。

## グループ企業・団体一覧
- 辰馬本家酒造株式会社
- 白鹿記念酒造博物館（酒造りに関する資料を公開）
- 夙川土地株式会社
- 白鹿クラシックス（レストラン・直販事業）
- 白鹿メンテナンスサービス
- 香枦園テニスクラブ
- 学校法人辰馬育英会
  - 甲陽学院中学校・高等学校
- 学校法人千歳学園　松秀幼稚園
- 社会福祉法人清松学園　かえで保育園

## 関係企業（同根）
- 辰馬汽船→山下新日本汽船→ナビックスライン→現商船三井
- 辰馬海上火災保険→興亜火災海上保険→日本興亜損害保険→現損害保険ジャパン
- 雄洋海運（現：ENEOSオーシャン）